# فیلیپ لاروش
فیلیپ لاروش (انگلیسی: Philippe LaRoche؛ زادهٔ ۱۲ دسامبر ۱۹۶۶)از برندگان مدال‌های بازی‌های المپیک اهل کانادا است.